# ツール・ド・フランス1906
ツール・ド・フランス1906は、ツール・ド・フランスとしては4回目の大会。1906年7月4日から7月29日まで、全13ステージ、全行程4545kmで行われた。

## 総合成績
| 順位 | 選手名                   | 国籍     | ポイント |
| ---- | ------------------------ | -------- | -------- |
| 1    | ルネ・ポティエ           | フランス | 31       |
| 2    | ジョルジュ・パスリュー   | フランス | 39       |
| 3    | ルイ・トゥルスリエ       | フランス | 61       |
| 4    | ルシアン・プティブルトン | フランス | 65       |
| 5    | エミール・ジョルジェ     | フランス | 80       |
| 6    | アロイ・カトー           | ベルギー | 129      |
| 7    | エドゥアール・ワトリエ   | フランス | 137      |
| 8    | レオン・ジョルジェ       | フランス | 152      |
| 9    | ウジェーヌ・クリストフ   | フランス | 156      |
| 10   | アントニー・ワトリエ     | フランス | 168      |

### 総合首位者
| 選手名               | 国籍     | 首位区間 |
| -------------------- | -------- | -------- |
| エミール・ジョルジェ | フランス | 第1      |
| ルネ・ポティエ       | フランス | 第2-最終 |